# Северодонецк
Северодоне́цк / Северскодоне́цк (укр. Сєвєродонецьк / Сіверськодонецьк; в 1934—1950 годах — Лисхимстро́й) — город и община в Луганской области Украины, административный центр Северодонецкого района. С 19 сентября 2014 года до 25 июня 2022 года фактически выполнял функции административного центра области. Расположен на левом берегу реки Северский Донец. Один из важнейших промышленных городов Донбасса, центр химической промышленности Украины.
Вместе с соседними городами образует агломерацию и крупный узел химической промышленности Украины. «Северодонецкий Азот» являлся крупнейшим химическим предприятием Украины.
В ходе российско-украинской войны, в частности, вторжения 2022 года, в городе, по данным Украины, разрушено или повреждено 90 % зданий. С 25 июня 2022 года Северодонецк оккупирован ВС РФ. По украинскому законодательству является временно оккупированной территорией Украины.

## Этимология
Современное название, данное городу в январе 1950 года, происходит от названия реки Северский Донец. До 1950 года тогда ещё посёлок городского типа носил название Лисхимстрой (Лисичанское химическое строительство). В 1950 году предлагалось четыре варианта нового названия для посёлка: Светлоград, Комсомольск-на-Донце, Менделеевск или Северодонецк. Но 27 января 1950 года выбор был сделан в пользу названия Северодонецк.
19 сентября 2024 года Верховная Рада поддержала переименование Северодонецк на Северскодонецк.

### Украинское название
В 1950—1970 годах использовались различные варианты украинского названия города: Сіверодонецьк, Північнодонецьк. В настоящее время принято название Сєвєродонецьк.

## География
Северодонецк расположен на западе Луганской области на границе Донбасса и Слобожанщины. Стоит на левом берегу реки Северский Донец, при впадении в неё реки Боровой. С Лисичанском соединён тремя мостами: Павлоградским, Пролетарским и Донсодовским.
Город расположен в степной зоне и стоит находится на песчаных дюнах и речных почвах. Местность в черте города и около него — равнинная с небольшими поднятиями (50—80 м над уровнем моря). Вокруг Северодонецка растут пойменные леса на аллювиальных почвах, изрезанных многочисленными старицами Северского Донца (озёра Клешня, Кривенькое, Зимовное, Песчаное, Туба, Боброво и др.). Весной наблюдается паводок с поднятием уровня воды от 2 до 8 м с подтоплением пригородных территорий.
| Новодружеск (15 км) | Рубежное (4 км) Кременная (20 км) | Старобельск (62 км) |  |
| Лисичанск (4 км)    |                                   | Новоайдар (44 км)   |  |
| Донецк (162 км)     | Алчевск (82 км)                   | Луганск (102 км)    |  |

Территория города составляет 58 км². Из них 20 км² под жилой застройкой и 20 км² под промышленными объектами, остальное занимают леса. В административных границах города проходит железнодорожная магистраль Сватово — Попасная, а также региональная автодорога Р-66.
Северо-западная часть города омывается рекой Боровая, а юго-западная Северским Донцом.

### Климат
Климат умеренно континентальный с относительно непродолжительной холодной зимой и очень жарким летом. Средняя температура летом: +24…+30 °C. Самая жаркая погода — в середине июля. Июнь — самый ветреный месяц. Воздух прогревается до +36…+40 °C. Осенью погода прохладная и влажная. Возможны ранние заморозки. Зима, как правило, начинается в декабре. Средняя температура зимы: −2…−4 °C. Самый холодный месяц — январь. Весна прохладная и влажная, грозовые дожди идут в мае.
| Показатель                    | Янв.  | Фев. | Март  | Апр.  | Май  | Июнь | Июль | Авг. | Сен. | Окт.  | Нояб. | Дек.  | Год   |
| ----------------------------- | ----- | ---- | ----- | ----- | ---- | ---- | ---- | ---- | ---- | ----- | ----- | ----- | ----- |
| Абсолютный максимум, °C       | 13    | 17,1 | 22,6  | 31,8  | 36,9 | 39,1 | 40,2 | 42,1 | 34,4 | 30,1  | 21,4  | 15,1  | 42,1  |
| Средний суточный максимум, °C | −0,9  | 0,2  | 2,3   | 15,3  | 22,8 | 25,5 | 29   | 28,9 | 22,9 | 15,6  | 6,1   | 0,8   | 14,1  |
| Средняя температура, °C       | −4,6  | −5,1 | 0,6   | 9,4   | 15,7 | 19,7 | 21,9 | 20,7 | 15,3 | 8,3   | 2,2   | −3    | 8,3   |
| Средний суточный минимум, °C  | −6,1  | −6,2 | −1,9  | 5,4   | 10,8 | 14,9 | 16,3 | 15,6 | 10,4 | 4,8   | 0,8   | −4,6  | 5,1   |
| Абсолютный минимум, °C        | −34,2 | −27  | −26,1 | −11,3 | −7,1 | 3,6  | 6,9  | 2,0  | −1,1 | −11,3 | −17   | −21,5 | −34,2 |
| Норма осадков, мм             | 42    | 35   | 39    | 39    | 41   | 49   | 40   | 27   | 33   | 31    | 37    | 45    | 458   |
| Источник: Погода и Климат     |       |      |       |       |      |      |      |      |      |       |       |       |       |

- Среднегодовая температура — +8,3 C°.
- Среднегодовая скорость ветра — 2,4 м/с
- Среднегодовая влажность воздуха — 72 %.

### Рельеф
Город находится на равнине в центре долины Северского Донца. Высота над уровнем моря от 50 до 80 м в пределах города. Центральная часть Северодонецка приподнята над остальной частью в среднем на 5 м.

## История
Рождение Северодонецка и его биография тесно связаны с постройкой химического комбината. Первые камни в фундамент комбината и города были заложены в 1934 году. С ростом предприятия развивался и посёлок, который в то время назывался Лисхимстрой. В конце 1950 года посёлок стал именоваться Северодонецк, а в 1958 году он получил статус города. С развитием химической промышленности край приобрёл современный индустриальный облик.
В 2020 отменены выборы в горсовет.

### Российско-украинская война
Со 2 марта 2022 года в окрестностях города шли бои. По данным руководителя военно-гражданской администрации Северодонецка Александра Стрюка, в результате вторжения России на Украину в городе повреждены 90 % жилого фонда. 25 июня город полностью перешел под контроль российских войск.

## Население
|  |

- По результатам переписи 2001 года население города составляло 119 940 человек, с населёнными пунктами Северодонецкого горсовета — 129 752 человек[8].
- По данным переписи 2001 года, украинцы составляли 59,03 % населения города, русские — 38,67 %[1].
- В 2009 году родилось 1306 детей, умерло 1611 человек (в 2008 соответственно 1361 и 1607). По данным переписи рождаемость — 9,4 на 1000 человек, смертность — 14,1, естественная убыль — 4,7; сальдо миграции положительное (2,3 на 1000 человек). Динамика показателя естественной убыли населения по годам: 2005 — 6,9; 2006 — 4,4; 2007 — 3,1; 2008 — 2,8; 2009 — 2,4.. Количество работающих — 69,4 тыс. (2009); пенсионеров — 27,1 тыс.; детей до 17 лет — 25,2 тыс., безработных — 1,2 тыс.
- По данным Северодонецкого горсовета на февраль 2020 постоянное население составляет 112 713 человек[9].

24 февраля 2022 была объявлена общая эвакуация жителей Луганской области в том числе города Северодонецк. 
На 4 сентября 2024 года население Северодонецка составило 40 тысяч человек.

### Языковой состав
Родной язык населения по данным переписи 2001 года:
| Язык       | Численность, чел. | Доля     |
| ---------- | ----------------- | -------- |
| Украинский | 35 096            | 29,19 %  |
| Русский    | 83 981            | 69,85 %  |
| Другое     | 1 148             | 0,96 %   |
| Итого      | 120 225           | 100,00 % |

## Административное устройство
Город состоит из 87 территориально-планировочных кварталов (в том числе и микрорайон Щедрищево). В Северодонецке 48 улиц, 4 проспекта.
Площади:
- Площадь Мира — появилась в начале 1960-х годов как площадь имени Ленина. Расположена на пересечении Центрального проспекта и бульвара Дружбы Народов. На ней расположены здания городского совета, гостиницы и дворец культуры химиков. В 2015 году в связи с декоммунизацией площадь была переименована, памятник Ленину демонтирован.
- Площадь Победы — оформилась в конце 1960-х на пересечении Советского проспекта и улицы Лисичанской, также был создан сквер. Новая площадь разительно отличалась от площади на улице Ленина: это была монументальная, индустриальная, современная площадь. Два здания — здание НПО «Импульс» и НИИ «Химмаш» демонстрировали молодую инженерную мысль, в центре площади был построен магазин «Детский мир», за площадью и сквером Северодонецкий ледовый дворец спорта. Новая площадь отразила дух времени и стиля тех лет. В 2000-х на площади установлена 15-метровая стела в память о воинах Второй мировой войны. С середины 1990-х годов является центральной площадью города, а с 2014 года тут располагается Луганская областная военно-гражданская администрация.

Улицы и проспекты:
- Гвардейский проспект — самому длинному проспекту города это имя присвоено в 1975 году в честь воинов 41-й гвардейской стрелковой дивизии, освобождавших Северодонецк от немецко-фашистских захватчиков. Сейчас это четырёхполосная магистраль с газоном между полосами, по которой проложена троллейбусная линия.
- Проспект Химиков — до 1996 года назывался Комсомольский проспект и был очень похож на улицу Ленина с бульваром и зеленью. После открытия в 1978 году троллейбусных маршрутов проспект расширили, а в его конце построили автовокзал.
- Центральный проспект — до 2015 года назывался Советский проспект. В начале 60-х были объединены 2 улицы Северодонецка: Советская и Ворошилова и так появился первый в городе проспект. Он стал своеобразным экватором и местом больших строек. Именно здесь возведены многие достопримечательности Северодонецка: Дворец Химиков, городской Дворец Культуры, здание городского совета, «Детский мир», Ледовый дворец.
- Проспект Космонавтов — появился в Северодонецке на рубеже 1960-70 годов на волне популярности темы космоса и активного развития космической отрасли. Появлению улицы с таким названием способствовало и сотрудничество предприятий города («Импульс», «Азот», «ОКБА») с организациями космической отрасли и неоднократные деловые визиты в Северодонецк космонавтов и делегаций[каких?].
- Шоссе Строителей — в середине 70-х построена как бетонная дорога для проезда строительной техники с Домостроительного комбината в микрорайоны 75, 76 и 79. В конце 70-х участок бетонной дороги становится объездной дорогой города. В начале 1980 года участок объездной дороги от Автовокзала до троллейбусного депо получает название Ворошиловградское шоссе. В 1993 году шоссе решено переименовать в шоссе Строителей дабы увековечить память первых строителей, которые строили комбинат «Азот» и другие предприятия города, а также новые микрорайоны Северодонецка.

## Образование и наука
В Северодонецке была развита сеть учебных заведений всех типов, от начальных до высших учебных заведений и центров. Каждый год в Северодонецк приезжало учиться около трёх тысяч иногородних студентов. Всего же в городе было примерно 6000 студентов, 9706 школьников, 4112 детей дошкольного возраста.

### Высшие
- Восточноукраинский национальный университет имени Владимира Даля
- Луганский государственный университет внутренних дел имени Э. А. Дидоренко
- Институт повышения квалификации, подготовки и переподготовки кадров
- Межрегиональная Академия Управления персоналом
- Экомен — Северодонецкий факультет Киевского экономического института менеджмента

### Средние и специальные
- ОКЗ «Колледж культуры и искусств имени С. Прокофьева»
- ГУЗ «Северодонецкое ВПУ»
- Духовное училище
- Северодонецкий химико-механический техникум
- Северодонецкий профессиональный химико-технологический лицей
- Северодонецкий профессиональный лицей
- Северодонецкий строительный лицей
- СВПУ № 92

### Общеобразовательные и дошкольные
- 17 средних общеобразовательных школ
- 1 средняя специальная школа с углубленным изучением иностранных языков
- Коллегиум
- Гимназия
- Многопрофильный лицей
- 30 дошкольных заведений
- Музыкальные школы № 1, № 2
- Детская художественная школа
- Боровская школа искусств
- «1С Франчайзинг» учебный центр
- «1С авторизированный учебный центр»
- «Межшкольный учебно-производственный комбинат»
- Северодонецкая школа-интернат для детей-сирот

## Научные предприятия
- Научно-исследовательский и проектный институт химических технологий «Химтехнология».
- Научно-исследовательский институт управляющих вычислительных машин объединение «Импульс».
- Филиал научно-исследовательского института химического машиностроения.
- Филиал государственного института азотной промышленности.
- Научно-исследовательский институт техники безопасности химической промышленности.
- Научный центр по изучению рисков «Ризикон».
- Научно-проектное предприятие «Микротерм».
- Научно-проектное предприятие «Антекс-автоматика».
- Проектное предприятие «Проектсистемсервис».

В советское время предприятия «Завод сопротивлений» и «Северодонецкий приборостроительный завод» участвовали в разработке систем электроники для стыковки космических кораблей «Союз» и «Аполлон».

## Экономика
Северодонецк был городом с развитой экономикой. Основной доход город получал от предприятий химической промышленности и малого бизнеса. С 2014 года в бюджетном формировании принимали участие областные администрация и различные учреждения. В городе работали 32 больших промышленных предприятия и 1200 частных предприятий обслуживающей отрасли. Трудоспособного населения было 67 тысяч, из них трудоустроены были 31 тысяча, детей и пенсионеров было по 20 тысяч.

### Химическая промышленность
- ЧАО «Северодонецкое объединение Азот»
- ООО «НПО „Северодонецкий Стеклопластик“»
- ООО «Химтехнология»
- ЧАО «Северодонецкий ОРГХИМ»
- ЗАО «Укрхимэнерго»
- ЗАО «Новоферт»
- ЧП «Химпоставщик»
- ООО «Химэкселен»
- ООО СП «Укрвнештрейдинвест»
- Северодонецкая научно-производственная фирма «Химмашкомпрессорсервис»
- ООО Предприятие противопожарного оборудования «Пирена»
- ООО «Научно-производственное объединение „Неболайт“»

### Машиностроение и приборостроение
- ЧАО СНПО «Импульс»
- ООО «Северодонецкие металлоизделия и конструкции»
- Северодонецкий химико-металлургический завод «СХМЗ»
- Северодонецкий завод химического нестандартизированного оборудования
- Северодонецкий котельно-механический завод
- Северодонецкий приборостроительный завод (СПЗ).
- ОАО «Украинско-польская компания торгового оборудования „ВИКО“»
- Северодонецкий завод сопротивлений
- ООО Научно производственное предприятие «Микротерм»
- ООО НПП «АНТЕКС-автоматика»
- ОАО «Энергохиммаш»
- ДП «Северодонецкий авторемонтный завод».

### Энергетика
- Северодонецкая ТЭЦ

### Строительство
- Северодонецкий завод ЖБИ
- ООО «Инвестстрой»
- ООО «Мрия — Инвест»
- Завод строительных металлических материалов и конструкций
- Деревообрабатывающий комбинат
- ЗАО «Кирпич-стройматериалы»
- Северодонецкий завод строительной керамики
- Завод строительных конструкций

### Пищевая промышленность
- Северодонецкий хлебокомбинат
- Консервный завод

### Компьютерные разработки
- Best Way

### Легкая промышленность
- ЧП «Соболь»
- ООО Северодонецкое предприятие «Мрия»

### Лесное хозяйство
- Государственное предприятие «Северодонецкое лесоохотничье хозяйство»

### Финансы
За 2008 год экспорт товаров составил 497,9 млн долларов США, импорт — 135 млн долларов США. География экспорта такова: 37 % — Америка, 24,5 % — Европа, 18,4 % — Азия, 11,5 % — Африка, 5,2 % — СНГ, 3,4 % — остальные страны. 85 % экспорта — техника, 13,6 % — металлы и металлические изделия.
За 2009 год в бюджет города поступило 281,7 млн грн. (из них трансферты составили 87,1 млн грн.), расходы — 284,6 млн грн.
В городское отделение Пенсионного фонда в 2009 году поступило 463,9 млн грн. В 2009 г. было собрано налогов, сборов и платежей — 500,7 млн грн. Финансовый результат от следующих видов деятельности: промышленность — 232,7 млн грн.; торговля и услуги — 45,8 млн грн.; транспорт и связь — 8,69 млн грн.; строительство — 7,9 млн грн.; другие — 4,66 млн грн..
Иностранные инвестиции составили 138,71 млн долларов США, то есть 1698,1 доллара на одного жителя.

### Торговля и услуги
За 2008 год розничный товарооборот торговли — 900 млн грн. (4400 грн. на душу населения), услуг оказано на 355,9 млн грн. 864 магазина (94,3 тыс. м² торговых площадей, по 4263 м² на 10 тысяч жителей), 129 ресторанов, кафе, столовых (7500 посадочных мест, по 291,5 на 10 тысяч жителей). Вокруг города было расположено около 95 торговых оптовых баз.

## Транспорт

### Городской транспорт
Троллейбус был основным видом общественного транспорта города, он работал на 6 маршрутах, охватывающих все жилые районы. Однако в 2022 году в результате боевых действий движение было полностью прекращено на неопределённый срок, а троллейбусная инфраструктура получила сильные повреждения.
Автобусные перевозки были представлены городскими и пригородными маршрутами:
- № 1 Чистое озеро — «Азот» (2-я проходная) (по проспекту Химиков).
- № 5 Лесная Дача — «Азот» (2-я проходная).
- № 101 «Азот»(2-я проходная) — центр — «Азот» (2-я проходная) (кольцевой).
- № 110 Депо — пл. Победы — пл. Мира — пос. Воеводовка
- № 102/12 «Азот»(2-я проходная) — больничный городок — мкр. Щедрищево

### Аэропорт
Международный «Аэропорт „Северодонецк“» — аэропорт в городе Северодонецк Луганской области. Расположен в 4 километрах к юго-востоку от города. В 2022 году аэропорт был разрушен в результате боёв за город и не функционирует.

### Автовокзал

#### Пригородный транспорт
Автобусы и маршрутные такси Северодонецка обслуживали пригородную 20-километровую зону вокруг города. Интервалы на маршрутах в основном не превышали 20 минут. Основные направления были: Лисичанск, Рубежное, Боровское, Сиротино и другие населённые пункты.

#### Междугородное автобусное сообщение
Автобусное сообщение с городского автовокзала осуществлялось с городами: Харьков, Днепр, Запорожье, Троицкое, Попасная, Лиман, Бахмут, Славянск, Краматорск, Дружковка, Константиновка, Мариуполь, Бердянск, Москва, Краснодар, Каменское, Старобельск, Счастье.

#### Международное автобусное сообщение
Северодонецк был связан автобусными линиями с городами РФ и Польши — Ростов-на-Дону, Таганрог, Воронеж, Варшава,Россошь, Люблин, Познань, Белгород, Москва, Санкт-Петербург.

### Железнодорожный транспорт
Пассажирской железнодорожной станции в Северодонецке нет, однако в 4 км от города находилась станция Лисичанск, а в 7 км станция Рубежное.
В городе была грузовая железнодорожная станция для промышленных целей — Предмостовая.

## Инфраструктура

### Городское хозяйство
Жилищный фонд в 2008 г, тыс. м²: всего — 4990. Приватизированное жильё 4508,9, частный сектор 481,1. Государственный жилищный фонд 98,1 тыс. м², фонд местных советов — 2486,5.
На одного жителя в среднем приходилось 14,1 м² жилой площади. В Северодонецке после распада СССР велось наиболее активное строительство жилья в области.
Также городу принадлежали стадионы «Химик», «Энергетик», «Строитель», ряд спортивных учреждений.

### Телефонная связь
Коды города: 06452, 252, 0645. С 2007 года в городе введены 6-значные номера, начинающиеся на «70». Вместе с этим в городе действуют номера на «2», «3», «4», «5», «6», «9». Номера, начинающиеся на «71» и часть номеров начинающиеся на «6», принадлежат ЧАО «Азот».

### Медицина
- Северодонецкая областная многопрофильная больница.
- Детская поликлиника № 1.
- Детская поликлиника № 2.
- Поликлиника № 1.
- Поликлиника № 2.
- Тубдиспансер.
- Онкоцентр.
- Детская стоматологическая поликлиника.
- Женская консультация № 1.
- Женская консультация № 2.
- Кожвендиспансер.
- Станция переливания крови.
- Отделение ранней социально-педагогической и медицинской реабилитации детей-инвалидов при территориальном центре «Промінець».

### Культура и отдых
- Северодонецкий городской театр драмы
- Озеро Чистое и рукотворное озеро-пруд Парковое
- Городской парк
- Центр детского и юношеского творчества
- Галерея искусств
- Дворец культуры химиков

### Спорт
- Северодонецкий ледовый дворец спорта
- Футбольная команда «Химик»
- Волейбольная команда «Северодончанка»
- 4 спортивных школы (плаванье, теннис, волейбол, футбол, боевые искусства)
- Спорткомплекс «Олимпия»

### Отдых
- Санаторий-профилакторий «Янтарь».
- Детский лагерь «Гагаринец».
- Детский лагерь «Альянс».
- Базы отдыха вокруг озёр и на берегах рек Северский Донец и Боровая.

## Религиозные учреждения
Город являлся центром Северодонецкой епархии (Московский патриархат).
- Рождественский собор (Северодонецк) — кафедральный собор Северодонецкой епархии УПЦ.
- Крестовоздвиженский храм — расположен на окраине города, его история начинается 19 января 1996 года. 1 ноября 1996 года из Свято-Никольского собора города Алчевска крестным ходом сюда была доставлена первая святыня — икона Божией Матери «Взыскание погибших».
- Храм иконы Божией Матери «Умиление» — первый православный храм в Северодонецке, открыт в июне 1993 года. Освятили старое здание бывшего клуба «Комсомолец» в честь иконы Божией Матери «Умиление».

## Города-побратимы
- Еленя-Гура (пол. Jelenia Góra), Польша
- Ровно (укр. Рівне), Украина

## Северодонецк в названиях
- В честь города названо судно контроля физических полей проекта 18061 (СФП) «Северодонецк» (U812).
- Средний морской сухогрузный транспорт проекта В32/II «Северодонецк» Северного флота ВМФ СССР в 1954—1992 годах.
- В Москве в честь города названа Северодонецкая улица.